# 催化
催化（catalysis）或催化作用，是利用催化剂参与，改变化学反应速率而不影响化学平衡的作用。广泛发生于无机物反应、有机物反应、生物体内反应。
许多化学工业要利用催化作用来获得需要的反应速率。催化也是一种化工单元过程，催化剂本身在反应中不会被消耗，但催化剂会改变反应速率，一催化劑亦可能參與複數的催化反應。正催化劑可加速反應；負催化劑或抑制劑則會與反應物反應進而降低化學反應。可提高催化劑活性的物質稱為促進劑；降低催化劑活性者則稱為催化毒。
相較於未催化的反應，同溫度的催化反應擁有較低的活化能。催化劑可以藉由結合反應物達到極化的效果，如酸催化劑之於羰基化合物的合成；催化劑也可產生非自然的反應中間物，如以四氧化鋨催化烯烴的雙羥基化中產生的鋨酸鹽酯；催化劑亦可造成反應物的裂解，如製氫時產生的單原子氫。
很多物质都可以做催化剂，在无机物反应中，通常利用酸、碱、金属或金属化合物作为催化剂，在有机物反应中多用有性的蛋白质分子——酶作为催化剂，生物体内许多化学反应都依赖酶來进行的。
催化反应可以发生在均相催化和多相催化中，也可以发生在复相催化中：

## 均相催化反应
在均相催化反应中，催化剂和反应物处于同一相中，一般发生在液体状态中。催化劑可與反應物生成中間體，使反應機理轉變為另一個擁用較低活化能的新機理，故反應速率得以提升。
以過二硫酸根離子（S2O82-）與碘離子（I-）的反應為例：
S2O82-(aq) + 2 I- = 2 SO42-(aq) +I2 (aq)
{\displaystyle E^{\ominus }=+1.47{\text{V}}}
加入鐵(III)離子可催化以上反應，機理如下:
{\displaystyle \mathrm {2Fe_{(aq)}^{3+}+2I_{(aq)}^{-}=I_{2(aq)}+2Fe_{(aq)}^{2+}} }
{\displaystyle E^{\ominus }=+0.23{\text{V}}}
{\displaystyle \mathrm {2Fe_{(aq)}^{2+}+{{S_{2}}{O_{8}}}_{(aq)}^{2-}=2Fe_{(aq)}^{3+}+2SO_{4}^{2-}{_{(aq)}}} }
{\displaystyle E^{\ominus }=+1.24{\text{V}}}
又例如以Δ代表催化剂，反应过程如下：
{\displaystyle \left(\mathrm {A} \right)+\left(\Delta \right)=\left(\mathrm {A} \Delta \right)}
{\displaystyle \left(\mathrm {A} \Delta \right)+\left(\mathrm {B} \right)=\left(\mathrm {K} \right)+\left(\Delta \right)}
所以最终结果为：
{\displaystyle \left(\mathrm {A} \right)+\left(\mathrm {B} \right)+\left(\Delta \right)=\left(\mathrm {K} \right)+\left(\Delta \right)}
本来A和B之间不能直接反应或反应速率太慢，Δ的存在促进了A和B之间的反应，生成了新的产品K。

## 多相催化反应
多相反应中催化剂一般是固体，催化反应按照下列步骤进行：
1. 擴散-反应物扩散到催化剂的表面；
2. 吸附-反应物被吸附到催化剂表面；
3. 反應-被吸附的反应物在催化剂表面解离各键，并因此发生反应，生成新产物；
4. 脫附-新的产物从催化剂表面解吸。
5. 擴散-產物從催化剂表面擴散

催化劑的催化作用原理較複雜，不同的催化劑的作用原理不盡相同，酶的催化作用更為複雜，而且具有高度的選擇性，只能對某種特定的反應進行催化，在食品工業和藥物合成中，經常利用酶来進行催化。另外，由於d区元素原子具有不同數目的價電子及低能階的空電子能階，故能使反應物吸附在d区元素表面。因此在一些反應中，包括以哈柏法生產氨氣，d区元素可以提供一個適當的金屬表面，進行多相催化反應。此外，二氧化錳催化過氧化氫分解成水之反應亦為多相催化作用。

## 複相催化反应
複相催化是一独立的化学反应。它兼有均相催化的温度和多相催化的速度。同时具有可控的方向性。对固液气均可进行催化且用量极少。在反应时，全方位的进行催化，致使反应速率加快数千倍。由于催化能力倍增，使其可从碳水化合物中移动氢氧，而这正是把工业和生物废弃物“一步法”转化为标准汽柴油的科学基础，例如：
二氧化碳 + 废塑料轮胎 --> 汽柴油+可燃气+炭黑
既解决了空中环境堵塞，又将地面废弃物转化为能源；
煤+地面农、林、牧、城市生活废弃物、城市工业废弃物 --> 汽柴油+可燃气+炭黑
既解决了地面的污染问题，地面生态通道的堵塞，和煤排出的二氧化碳问题，又将煤、地面废弃物转化为急需的汽、柴油基础油，它产生的可燃气体和天然气的低碳排放是一个水平：排出的可燃气体，碳排放量为16%，天然气的碳排放量12%
优化化石能源的产业结构。用先进的催化技术和仿生能源的工艺方法，将 
炼油工业转化为资源节约型的工业结构。
石油 --> 汽柴油+可燃气+炭黑
以高科技手段，打破垄断，形成资源节约型产业，把地下化石能源成本降下来。
相比于传统炼油，设备成本为（1/5） 生产成本为（1/2）且更多的产出来源于石油中的生物质
複相催化具有广泛的用途。它可替代多相和均相催化。同时，它也会从本质上改变燃烧动力，因而对动能机械影响很大，像飞机，火车，轮船及其它大型运输工具。因为它可解决加速度和长距离巡航问题。另外，它可降低多种物质的临界点。这将极大的有利于核反应炉，超临界萃取，地下油砂的开采。

## 氧化还原催化反应
通过金属氧化物中金属元素的变价（氧化还原循环）来加速反应速率的催化作用。

## 外部連結
- Science Aid: Catalysts Page for high school level science
- W.A. Herrmann Technische Universität presentation （页面存档备份，存于）
- Alumite Catalyst, Kameyama-Sakurai Laboratory, Japan （页面存档备份，存于）
- Inorganic Chemistry and Catalysis Group, Utrecht University, The Netherlands （页面存档备份，存于）
- Centre for Surface Chemistry and Catalysis （页面存档备份，存于）
- Carbons & Catalysts Group, University of Concepcion, Chile （页面存档备份，存于）
- Center for Enabling New Technologies Through Catalysis, An NSF Center for Chemical Innovation, USA （页面存档备份，存于）
- "Bubbles turn on chemical catalysts" （页面存档备份，存于）, Science News magazine online, April 6, 2009.